# 新川修
新川 修（しんかわ しゅう、1975年 - ）は、日本の映像作家。本名、新川 修（しんかわ おさむ）。

## 来歴
鹿児島県生まれ。日本大学芸術学部卒業後、東映アニメーションでアニメ制作の現場を経て独立。国内外のTVコマーシャル、ショートフィルム、ミュージックビデオなどを手がける。女性を描くことを得意としフランスのジュエリーブランド、カルティエのショートフィルムを監督している。また実写以外にもアニメ・CGを多用した作品が多くスクウェア・エニックスから発売されているゲームのトレイラーを数多く手がけ、ゲーム内の映像にも携わっている。

## 人物
作品には独特の言い回しや文体が多く、政治家であり作家の田中康夫氏に「その俊才ぶりに刮目する」と評されるほどである。
また映像作家としての活動以外にも、2012年の衆議院議員選挙では新党日本の選挙対策本部長を務めている。

## 主な作品
コマーシャル
- スクウェア・エニックス
- コニカミノルタ
- マイクロソフト
- パナソニック
- ソニー・コンピュータエンタテインメント
- シャープ
- モブキャスト

ミュージックビデオ
- 高城剛「Show Me」
- RAM RIDER 「Smile Again」

ショートフィルム
- カルティエ「The Story of My Sparkling Life」[3]